# Samtgemeindebürgermeister
Samtgemeindebürgermeister ist nach dem Niedersächsischen Kommunalverfassungsgesetz (NKomVG) die Bezeichnung für den Hauptverwaltungsbeamten in niedersächsischen Samtgemeinden und neben dem Samtgemeinderat und dem Samtgemeindeausschuss eines der drei Organe einer Samtgemeinde, § 7 Abs. 2 Nr. 3 NKomVG. Im Gegensatz zu den Mitgliedsgemeinden der jeweiligen Samtgemeinden, wo der jeweilige Gemeinderat aus seiner Mitte einen ehrenamtlichen Bürgermeister wählt, wird er für acht Jahre direkt von den Bürgern gewählt und ist hauptamtlich tätig. Sofern er keine Laufbahn des gehobenen allgemeinen Verwaltungsdienstes absolviert hat, muss in der Verwaltung ein entsprechender Beamter vorhanden sein. 
Der Samtgemeindebürgermeister ist qua Amt Mitglied im Samtgemeinderat und im Samtgemeindeausschuss, § 45 NKomVG. Die Räte der Mitgliedsgemeinden können außerdem das Amt des Stadt- bzw. Gemeindedirektors vom jeweiligen Bürgermeister der Mitgliedsgemeinde auf den Samtgemeindebürgermeister übertragen (§ 106 NKomVG).
Gem. § 81 Abs. 2 NKomVG können bis zu drei ehrenamtliche stellvertretende Samtgemeindebürgermeister gewählt werden.